# Лучицкий-Данченко, Владислав Людвикович
Лучицкий-Данченко Владислав Людвикович (псевдоним — Владимир Данченко; 1 августа 1880, Киев — 1960-е, Киев) — российский и советский театральный актёр и режиссёр. Заслуженный артист УССР (1947).

## Биография
Родился 1 августа 1880 года в Киеве.
В 1894 году окончил Киевскую гимназию, после чего стал суфлёром, хористом и актёром труппы Панаса Саксаганского.
В 1899—1902 годах работал в труппе К. Деркача в Мелитополе, Запорожье и Симферополе. С 1903 года работал в труппах И. Науменко, А. Глазуненко, М. Кропивницкого. В 1910 и 1912—1913 годах — в труппе Б. Оршанова-Лучицкого.
В 1918—1920 годах — в театре Ю. В. Шумского в Херсоне. В 1920—1923 годах — в рядах Красной армии, партизанах отрядах, играл в Партизанском театре в Олешках. В 1923 году в Великой Александровке организовал театр, который до 1930 года обслуживал сёла и посёлки Херсонщины.
В 1930—1937 годах — в Одесском театре «Санкультура», Донбасском театре «СОЗ», Криворожском украинском театре имени Октябрьской революции.
В 1936—1958 годах — в Херсонском украинском музыкально-драматическом театре, где в 1949 году поставил «Назар Стодоля» Т. Шевченко.
Умер в 1960-х годах в Киеве.

## Семья
Сын антрепренёра Людвика Лучицкого. Брат Болеслава Оршанова-Лучицкого и Екатерины Лучицкой, дядя Анжелины и Бориса Лучицких.

## Творческая деятельность
На театральной сцене сыграл партии и роли:
- Городничий, Земляника («Ревизор» Н. Гоголя);
- Платон Кречет, Берест, Бублик, Галушка, Дед-Рыбалка («Платон Кречет», «В степях Украины» А. Корнийчука);
- Нечипор («Свадьба в Малиновке» А. Рябова);
- Вершинин («Бронепоезд 14-69» В. Иванова).

## Награды
- Заслуженный артист УССР (1947).